# 格奧爾基·施琴尼科夫
格奧爾基·施琴尼科夫（俄语：Георгий Михайлович Щенников、1991年4月27日 - ）是俄羅斯的一位足球運動員。在場上司職後衛。他現在效力於莫斯科中央陸軍足球俱樂部。父親是田徑運動員。他出自莫斯科中央陸軍的青訓系統。2008年8月6日首次代表中央陸軍參賽。他獲得過俄超聯賽最佳新人獎。2012年8月15日，他首次代表俄羅斯國家足球隊參賽。